# De Bergske Blade
De Bergske Blade K/S var en dansk mediekoncern, der udgav de fire dagblade Dagbladet Holstebro-Struer, Lemvig Folkeblad, Dagbladet Ringkøbing-Skjern og Viborg Stifts Folkeblad. Koncernen blev 1. januar 2007 fusioneret med Århus Stiftstidende K/S til Midtjyske Medier.
De Bergske Blade blev grundlagt af Christen Berg, der også var folketingsmedlem. Hans mål var at starte en kæde af venstreblade i alle større byer. De Bergske Blades historie går tilbage til 1871, hvor Kolding Folkeblad kom på gaden første gang.
Ved fusionen med Århus Stiftstidende bestod De Bergske Blade af 4 dagblade, 9 distriktsblade, et trykkeri, radiostationer og internetaviser. Koncernen beskæftigede 350 ansatte. De Bergske Blade var tidligere ejet af bl.a. Nordjyske Stiftstidende, Fyens Stiftstidende og Det Berlingske Officin, men i forbindelse med Mecom Group's køb af Orkla Media, der ejede Det Berlingske Officin, overtog Mecom Group 100% af aktierne.